# Aphanocalyx heitzii
Aphanocalyx heitzii ist ein großer Baum in der Familie der Hülsenfrüchtler in der Unterfamilie der Johannisbrotgewächse. Er kommt in Kamerun, Gabun und Äquatorialguinea in Zentralafrika vor.

## Beschreibung

### Vegetative Merkmale
Aphanocalyx heitzii wächst als meist immergrüner Baum mit rundlicher Krone bis 45 Meter hoch. Der Stammdurchmesser erreicht 180–200 Zentimeter. Es werden dicke und meterhohe Brettwurzeln gebildet. Die relativ glatt Borke ist grau- bis rotbraun mit längsreihigen Lentizellen und sie ist im Alter rau und schuppig.
Die wechselständig und schraubig angeordneten, kurz gestielten Laubblätter sind paarig gefiedert, mit 40–64 Blättchen. Der kurze Blattstiel ist 0,5–1 Zentimeter lang. Die Rhachis ist bis etwa 15–28 Zentimeter lang und wie der Blattstiel etwas behaart. Die sitzenden, leicht ledrigen bis papierigen und länglichen, leicht rhombischen oder eilanzettlichen Blättchen sind fast kahl und etwa 1,5–5 Zentimeter lang und 3–9 Millimeter breit. Die größten Blättchen sind etwa in der Mitte der Blätter. Sie sind ganzrandig, an der ungleichen Basis gestutzt und an der Spitze einseitig, schräg nach vorne abgerundet und rundspitzig. Die Nervatur ist „handförmig“ und diagonal nach hinten, wobei die vordere Blättchenhälfte fast ganz fehlt und eine Ader den Blattrand bildet. An den Blättchen sind oft Drüsen vorhanden. Die Nebenblätter sind verwachsen und früh abfallend. Die ersten zwei Blätter an jungen Pflanzen sind gegenständig.

### Generative Merkmale
Es werden achselständige und zusammengesetzte, traubige, kurz bräunlich, samtig behaarte, vielblütige, bräunlich-grüne Blütenstände gebildet. Es sind abfallende Tragblätter vorhanden. Die duftenden, gestielten, fünfzähligen Blüten mit doppelter Blütenhülle sind zwittrig oder männlich. Der Blütenstiel ist lang-samtig, gelb-silbrig behaart und bis etwa 1–1,5 Zentimeter lang. Es sind zwei dicht lang-samtig, gelb-silbrig behaarte, klappige und dickliche, eiförmige, rötliche bis rotbraune Deckblätter vorhanden. Die 5 rötlichen, bewimperten Kelchblätter sind innen seidig-zottig behaart, 2 sind verwachsen. Die gelblichen Petalen sind ungleich, eines ist groß, etwa 1–1,5 Zentimeter lang und innen, im unteren Teil seidig-zottig behaart und eingerollt, genagelt, mit ausgerandeter bis abgerundeter Platte, die anderen 4 sind zottig behaart, länglich und klein. Es sind 9 im unteren Teil verwachsene Staubblätter vorhanden. Der gestielte, einkammerige und weißlich, zottig behaarte Fruchtknoten ist oberständig, oben und seitlich am Blütenbecher, mit einem basal langhaarigen, end- bis etwas seitenständigen Griffel, mit kleiner, kopfiger und herzförmiger Narbe. Bei den männlichen Blüten ist ein etwas reduzierter Pistillode ausgebildet.
Es werden flache, bespitzte und holzige, bräunliche Hülsenfrüchte mit einer auffälligen, seitlichen Längsader gebildet. Sie sind etwa 10–19 Zentimeter lang, 3,5–5,5 Zentimeter breit und enthalten bis zu 6 Samen. Die linsenförmigen, dunkelbraunen und glänzenden Samen mit dünner Samenschale sind 1,5–2,5 Zentimeter groß.

## Taxonomie
Die Erstbeschreibung des Basionyms Monopetalanthus heitzii erfolgte 1937 (Publ. 1938) in Bull. Soc. Bot. France 84: 642. Die Umteilung in die Gattung Aphanocalyx erfolgte 1999 durch Jan Johannes Wieringa in Wageningen Agric. Univ. Pap. 99(4): 179.

## Verwendung
Das mittelschwere Holz wird für verschiedene Anwendungen genutzt. Es ist bekannt als Andoung (Rouge, de Heitz), Andjung, Ekop oder N'Douma.